# 佳豊機械設計工業
佳豊機械設計工業（かほうきかいせっけいこうぎょう、ジァフェンきかいせっけいこうぎょう）は台湾新北市を拠点とする鉄道車両や乗用車、バス車両、船舶関連の座席メーカー。インダストリアルデザインを担当する同族経営の親会社、川葳寰宇（せんいかんう、チュァンウェイホァンイー、UOMA CREATIVE INDUSTRIES）についても併記する。

## 概要
1968年に創業し、主に台湾国内の鉄道事業者、バス事業者へ座席関連製品を納入しているほか、中国、スペイン、エジプト、インドネシアなどにも展開していた。親会社の川葳寰宇が自社スタジオ（川葳寰宇行銷設計中心、UOMA Creative Design Studio）でデザインを担当している。現在はUOMA（ウオマ）のブランドで、家具・ライフスタイル分野にも進出している。UOMAは「Unique」、「Oriental」、「Modern」、「Arts」を組み合わせた造語。
業界団体の社団法人「中華軌道車輌工業発展協会」会員であり、亜東技術学院が発案した新型座席の商用化では共同開発に携わった、その後新型座席は和欣客運のバス車両に採用されている。2000年代以降は捷運、台湾高速鉄道など国内の外国製鉄道車両でも受注を拡大している。

## 沿革

### 佳豊機械
- 1968年 - 前身となる「佳豊機械股份有限公司（United Seating Industrial Int'l）」を設立[18]
- 1974年4月11日 - 台北市北投区で佳豊機械設計工業股份有限公司を創業。
- 1979年 - 「佳豊工業股份有限公司」を設立[18]。
- 1998年 - 中華人民共和国上海に「上海佳益工業有限公司」を設立[19]。
- 2007年5月 - 上海佳益は「昆山佳益椅業有限公司」となる[20]。

事業所
- 台北市北投区立徳路121巷9号[2]。

### 川葳寰宇
- 1991年11月17日 - 川葳寰宇を設立。
- 2012年 - 自社デザインスタジオ「川葳寰宇行銷設計中心(UOMA Creative Design Studio）」を設立[21]。

## 納入事例

### 鉄道車両
一部製品は台南市の名慶實業公司との共同案件。
完成品
- 台湾高速鉄道[23][24]
  - 700T型2次車
- 台湾鉄路管理局[23][25]
  - 莒光号客車[4]
  - TEMU2000型[21]
  - EMU800型[21]
- 台北捷運[26][27][28]
  - 371型（松山新店線、小碧潭支線、新北投支線、中和新蘆線）[29][30]
  - 環状線[31]
- 高雄捷運[23]
  - 高運量型（紅線、橘線）
- 桃園捷運[32](p57)
  - 1000型（桃園機場捷運）
  - 2000型（同上）

座席部品供給
- 台湾鉄路管理局TEMU1000型電車[33]
- 台湾鉄路管理局EMU700型電車[33]
- 台北捷運370型電車（文湖線）[33]

### バス車両
- 国光客運[34]
- 阿羅哈客運[35]
- 統聯客運
- 全航客運（中国語版）など。

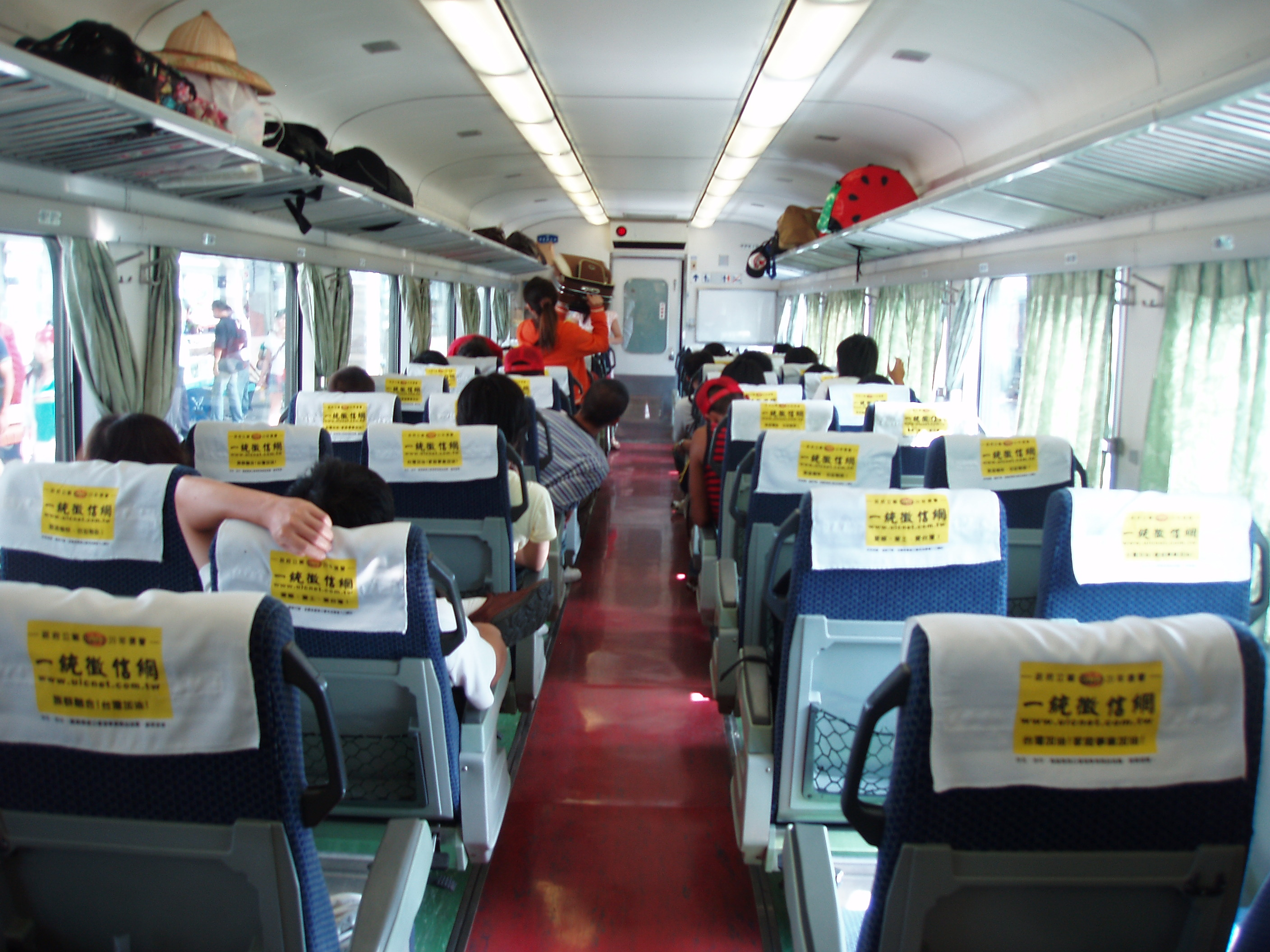
台鉄莒光号
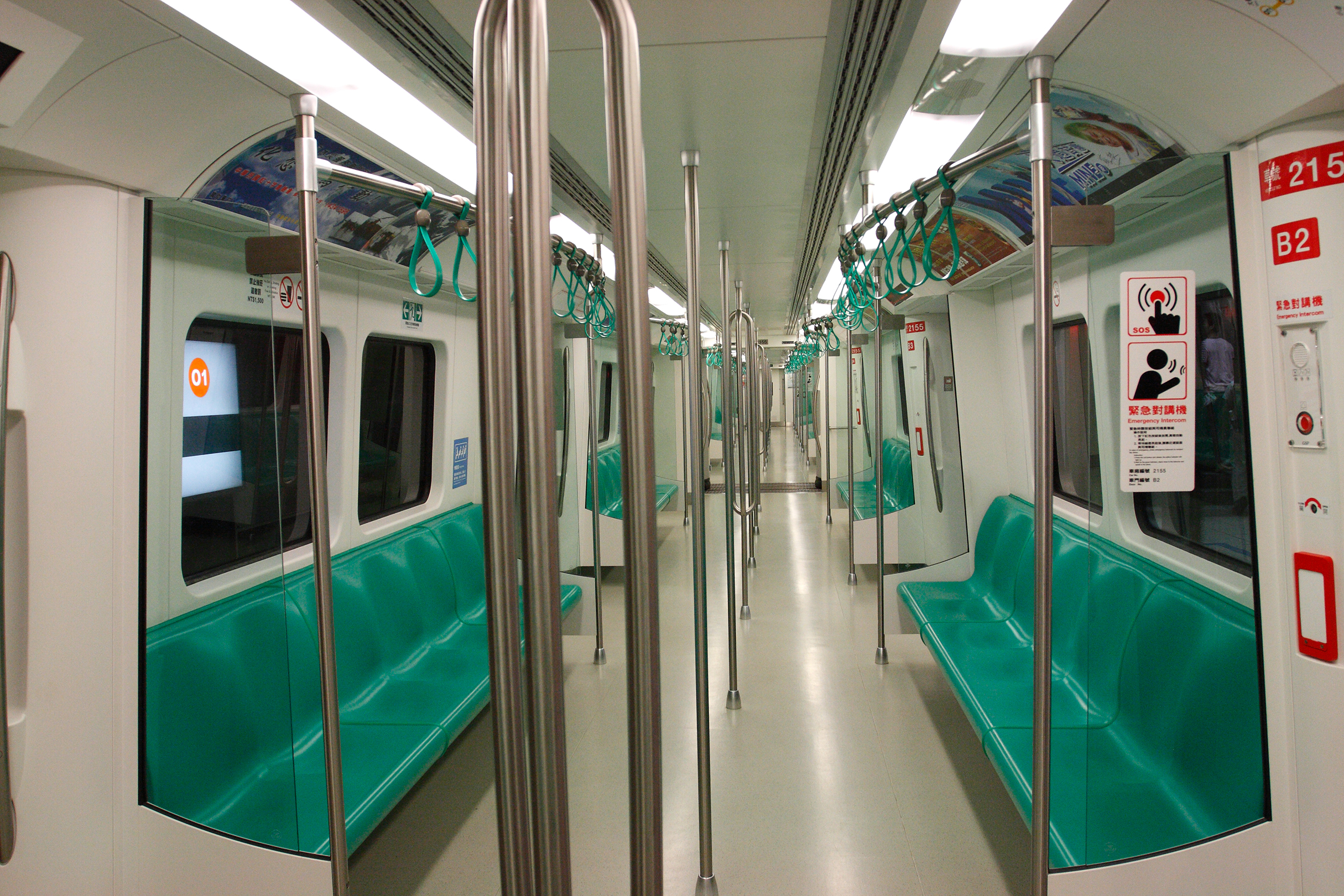
高雄捷運高運量型
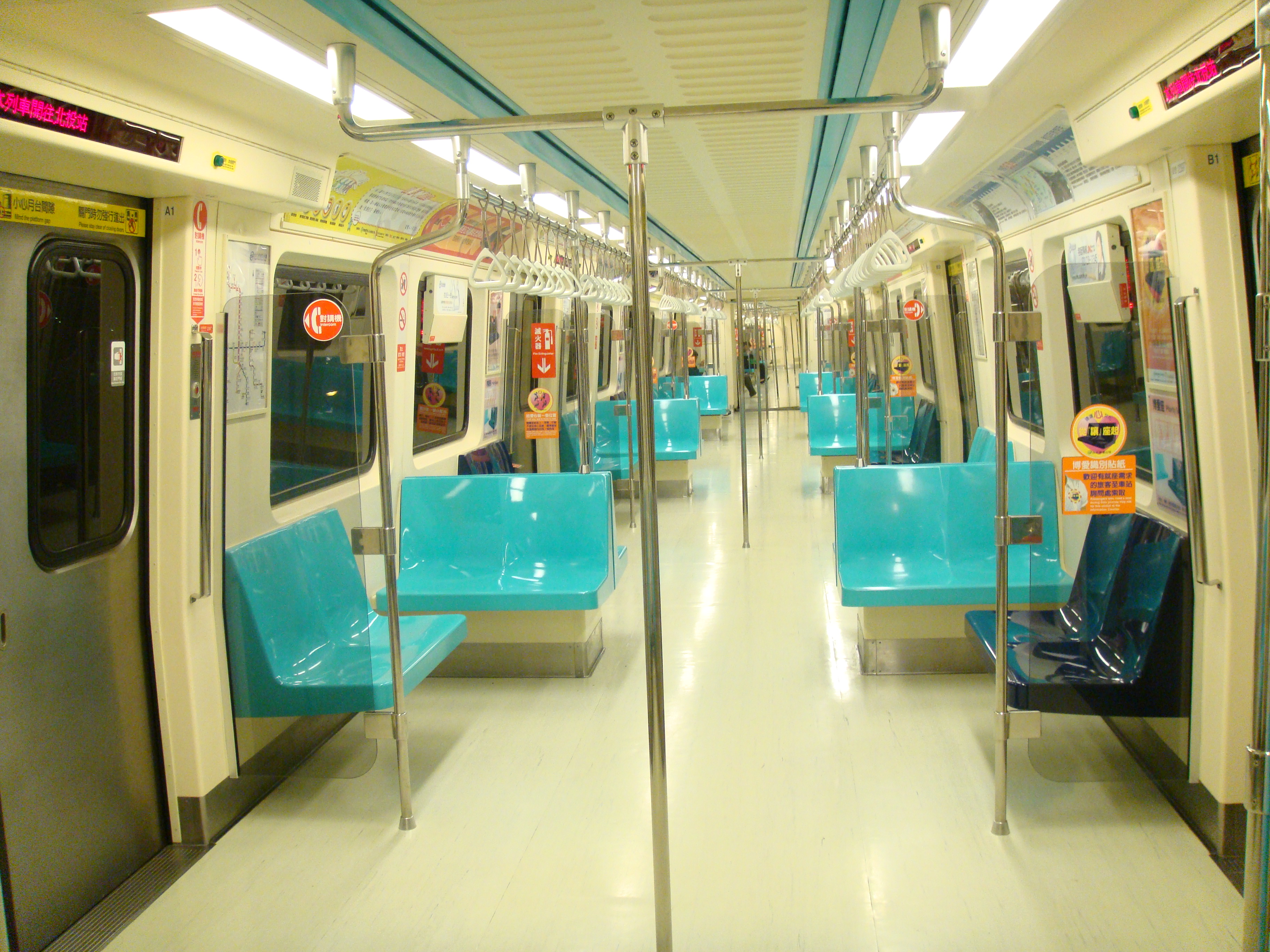
台北捷運371型
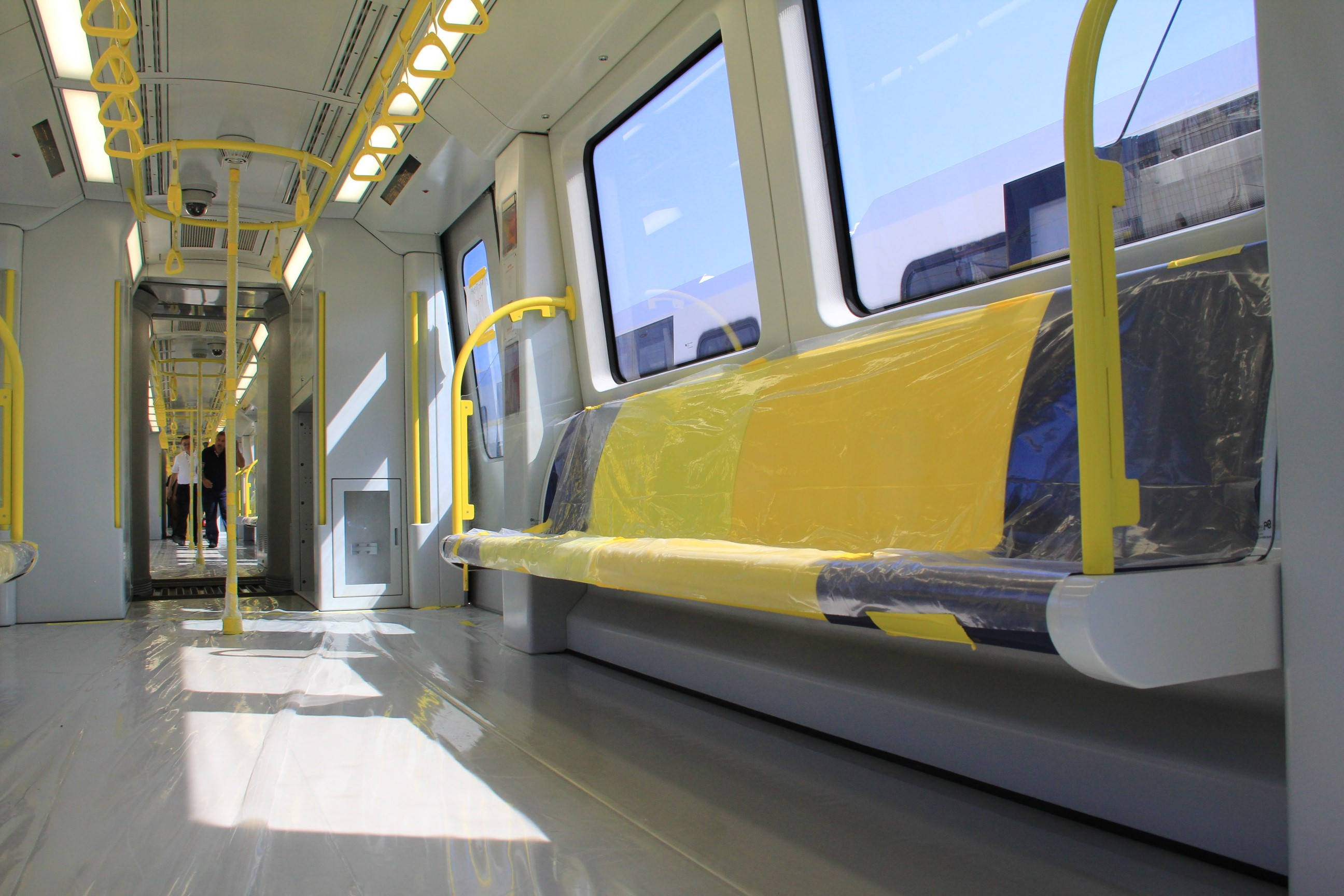
台北捷運環状線
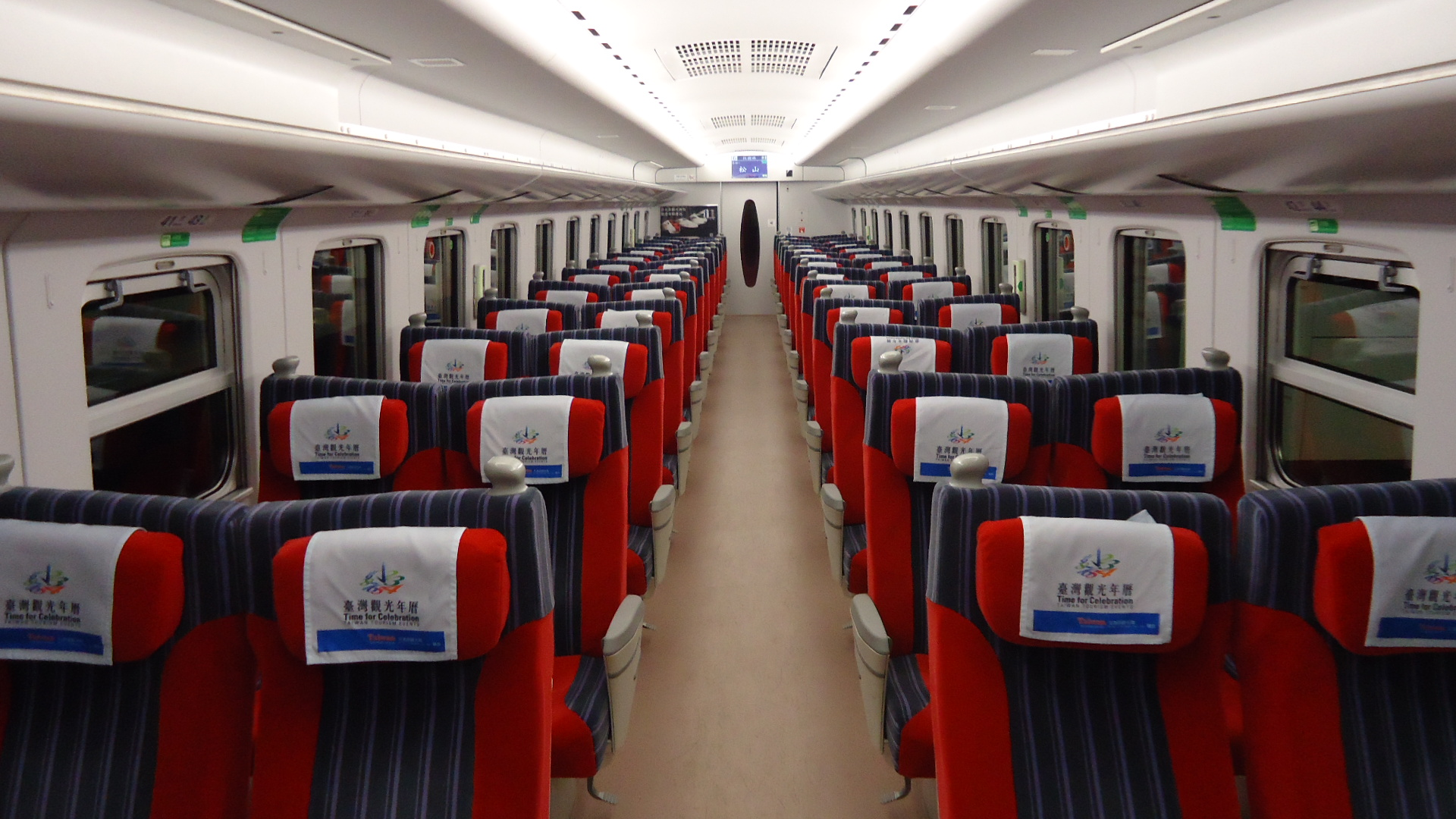
台鉄TEMU2000型「普悠瑪号」

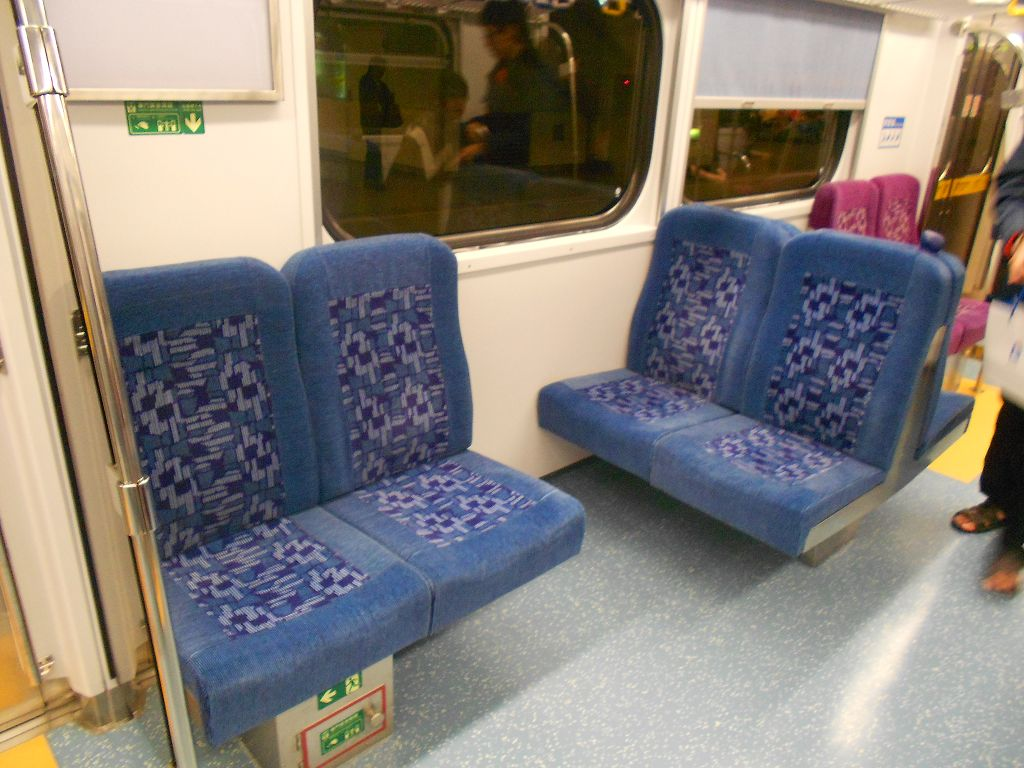
台鉄EMU800型
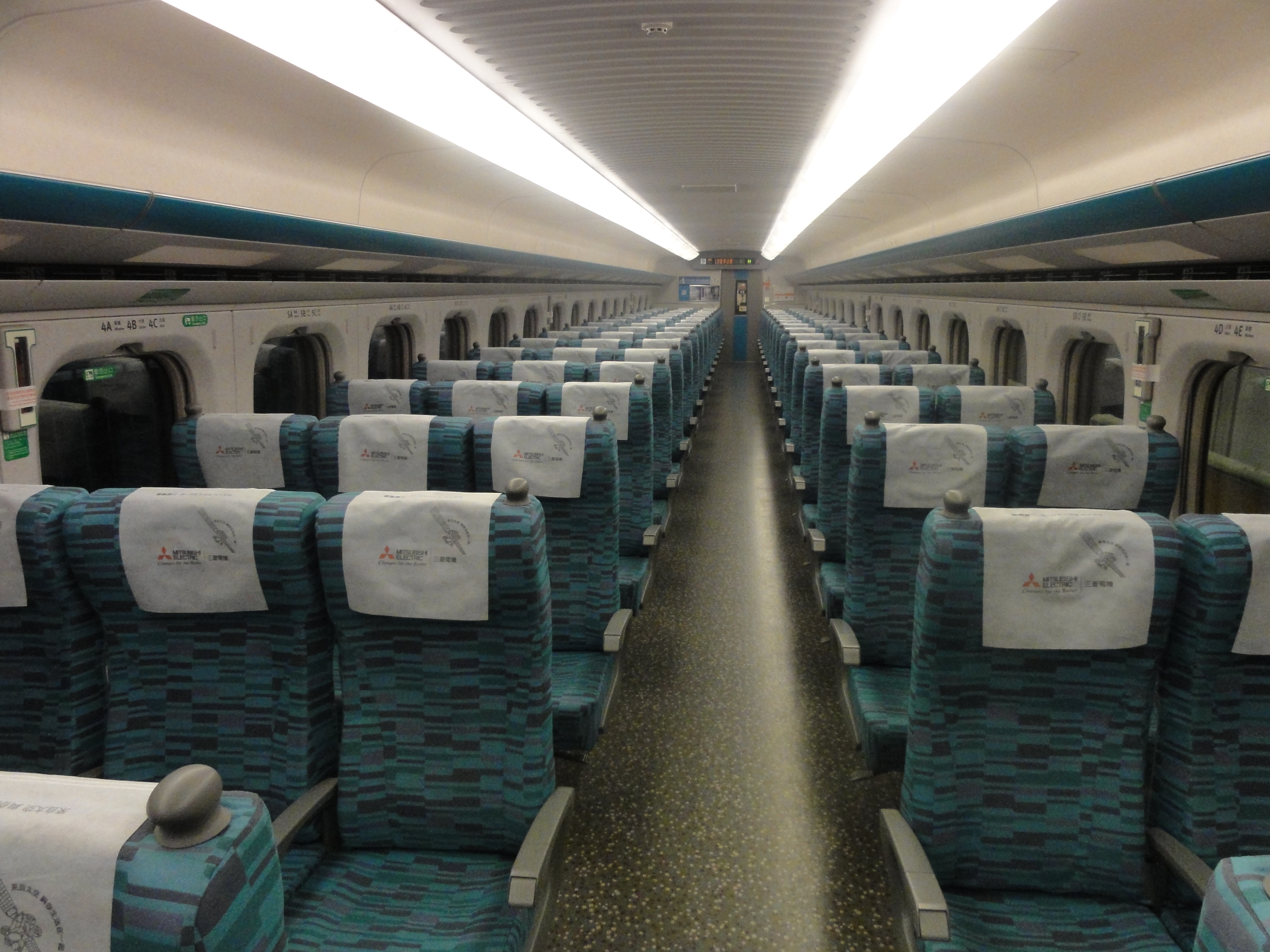
台湾高鉄700T型2次車
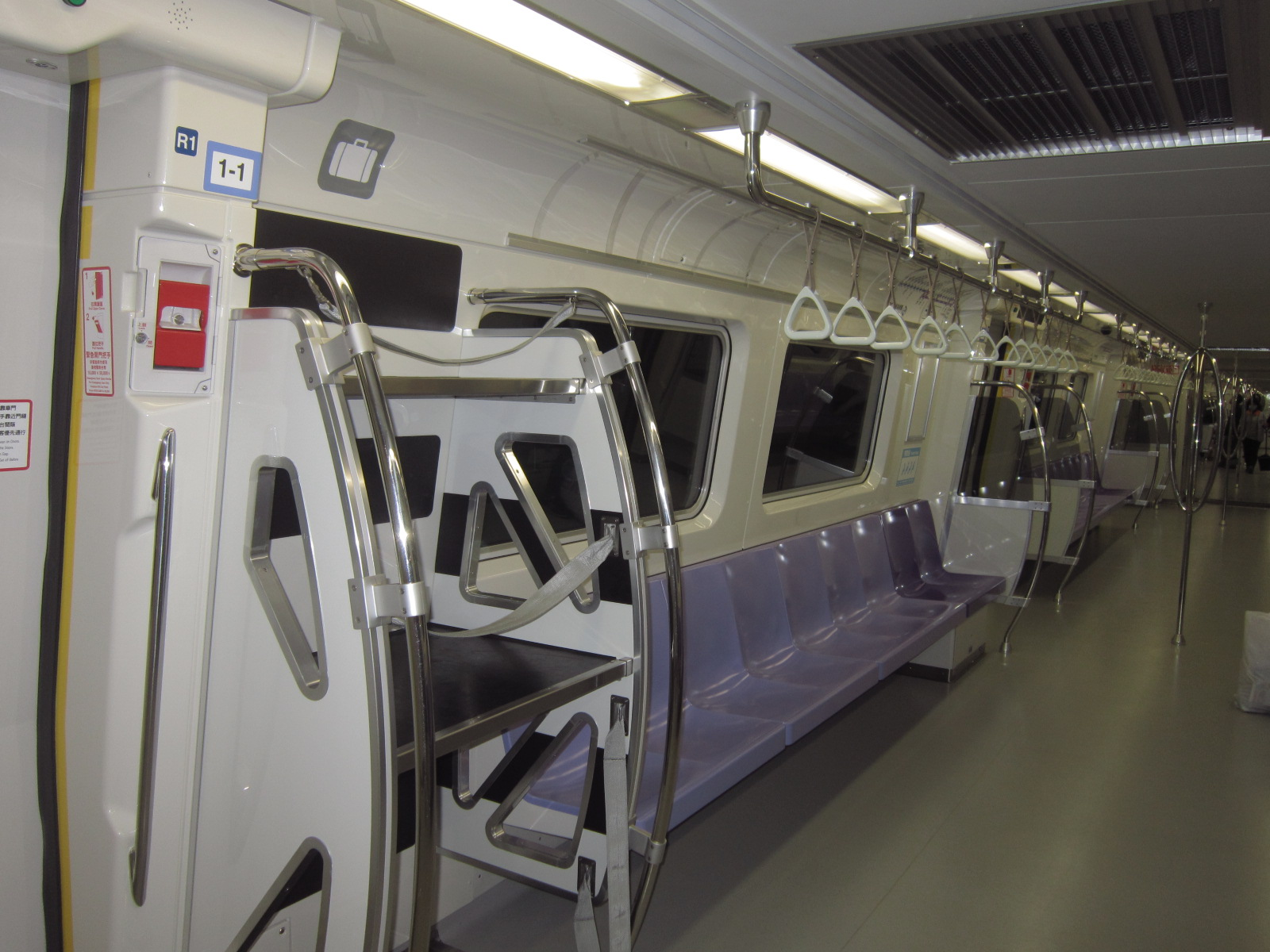
桃園捷運1000型
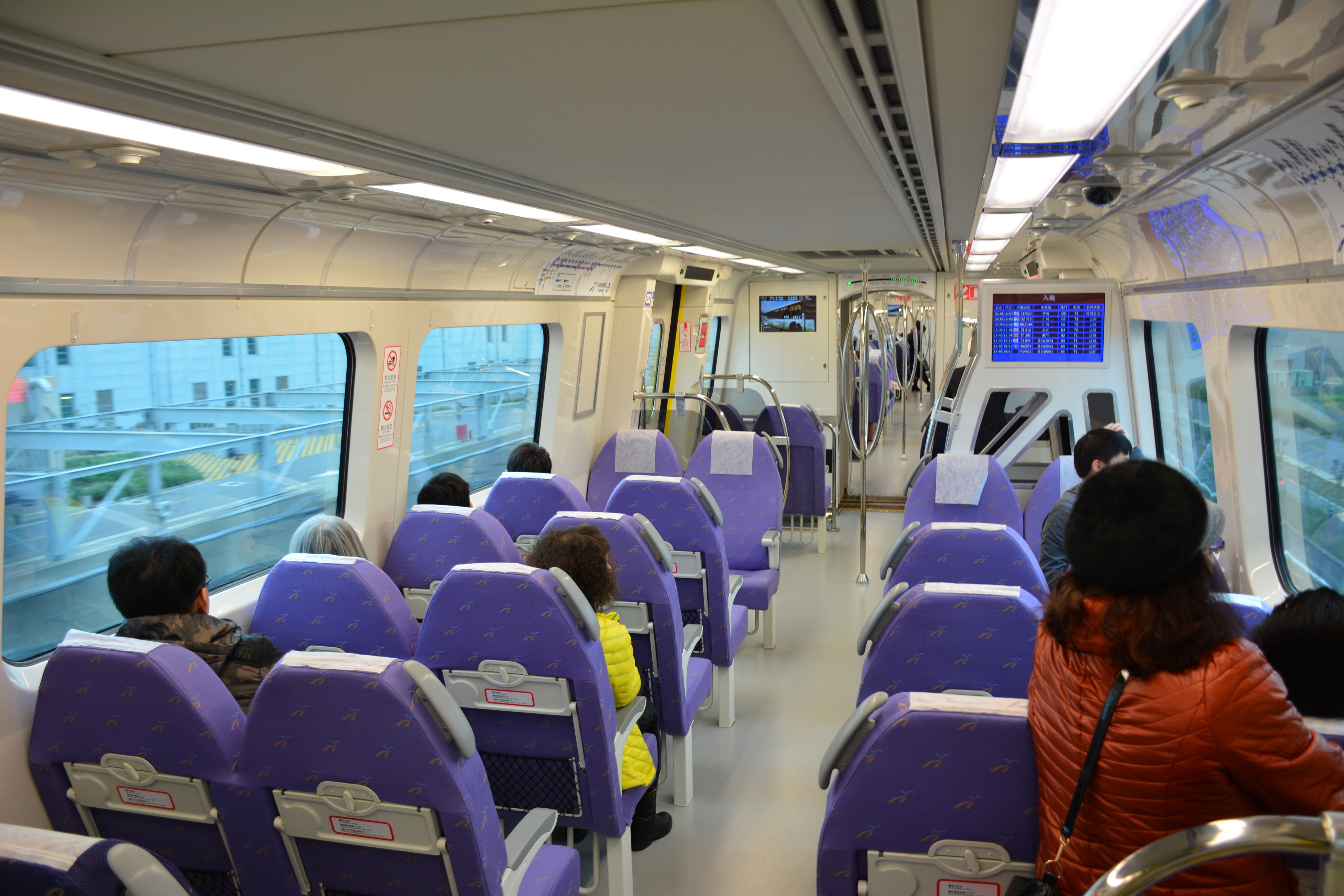
桃園捷運2000型
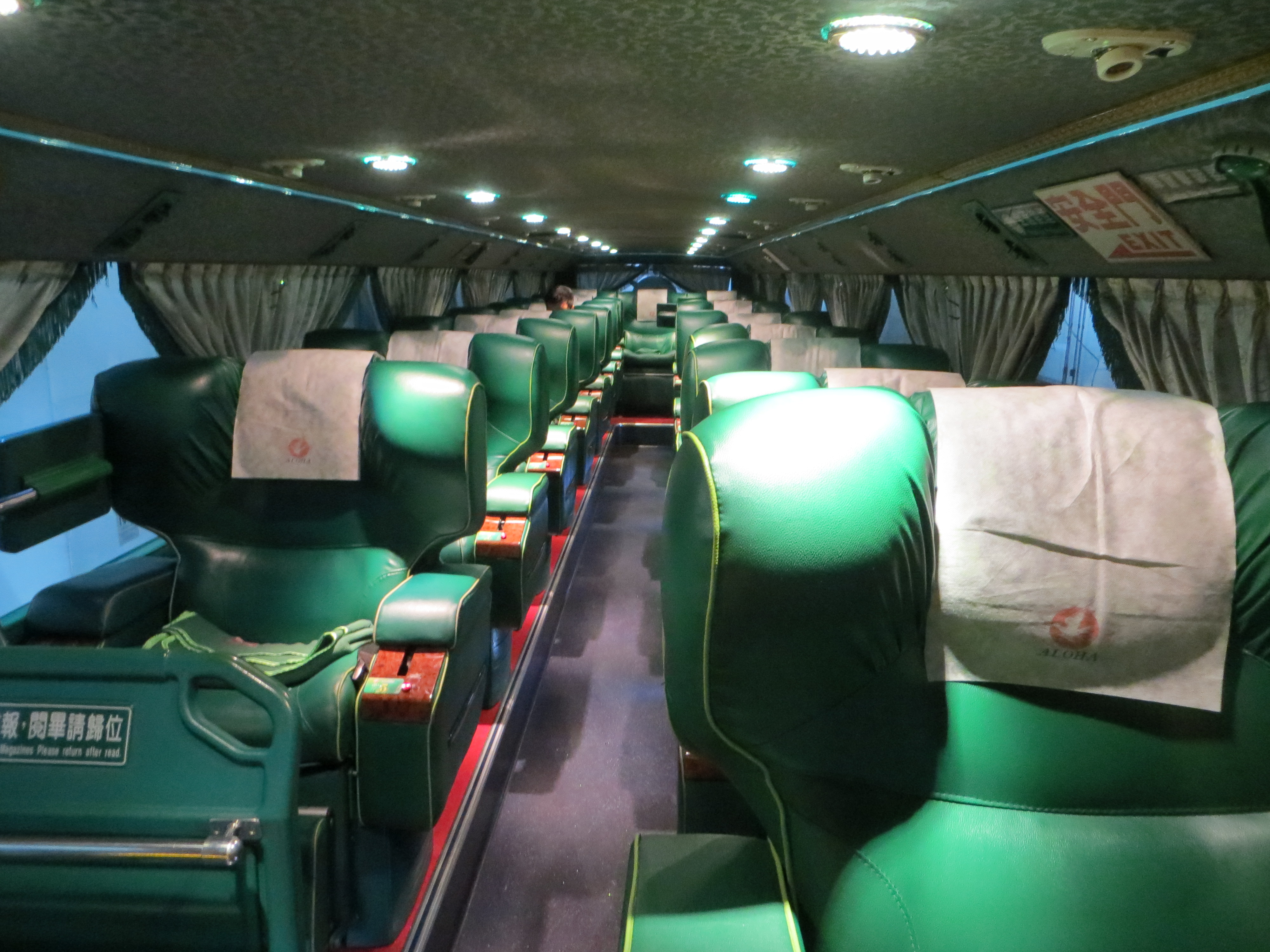
阿羅哈客運（總統座椅）